# Heteroscada euritea
Heteroscada euritea är en fjärilsart som beskrevs av Ménétriés 1855. Heteroscada euritea ingår i släktet Heteroscada och familjen praktfjärilar. Inga underarter finns listade i Catalogue of Life.